# Roeberella gerres
Roeberella gerres är en fjärilsart som beskrevs av Otto Thieme 1907. Roeberella gerres ingår i släktet Roeberella och familjen Riodinidae. Inga underarter finns listade.